# Spiringen
Spiringen és un municipi del cantó d'Uri (Suïssa).